# Nie chcę wracać sam
Nie chcę wracać sam (port. Eu Não Quero Voltar Sozinho) – brazylijski film krótkometrażowy z 2010 roku w reżyserii Daniela Ribeiro. W rolach głównych wystąpili Ghilherme Lobo, Fabio Audi i Tess Amorin. Zdjęcia kręcono w São Paulo.
Obraz prezentowany był podczas licznych festiwali filmowych. Został uhonorowany trzynastoma nagrodami. W 2014 powstał pełnometrażowy remake filmu W jego oczach.

## Opis fabuły
Do szkoły trafia nowy uczeń – Gabriel. Zaprzyjaźnia się z Leonardo i Giovaną. Wspólna szkolna praca zbliża do siebie dwójkę chłopaków.

## Obsada
- Ghilherme Lobo – Leonardo
- Fabio Audi – Gabriel
- Tess Amorim – Giovana
- Júlio Machado – profesor
- Nora Toledo – pani profesor

## Nagrody i wyróżnienia

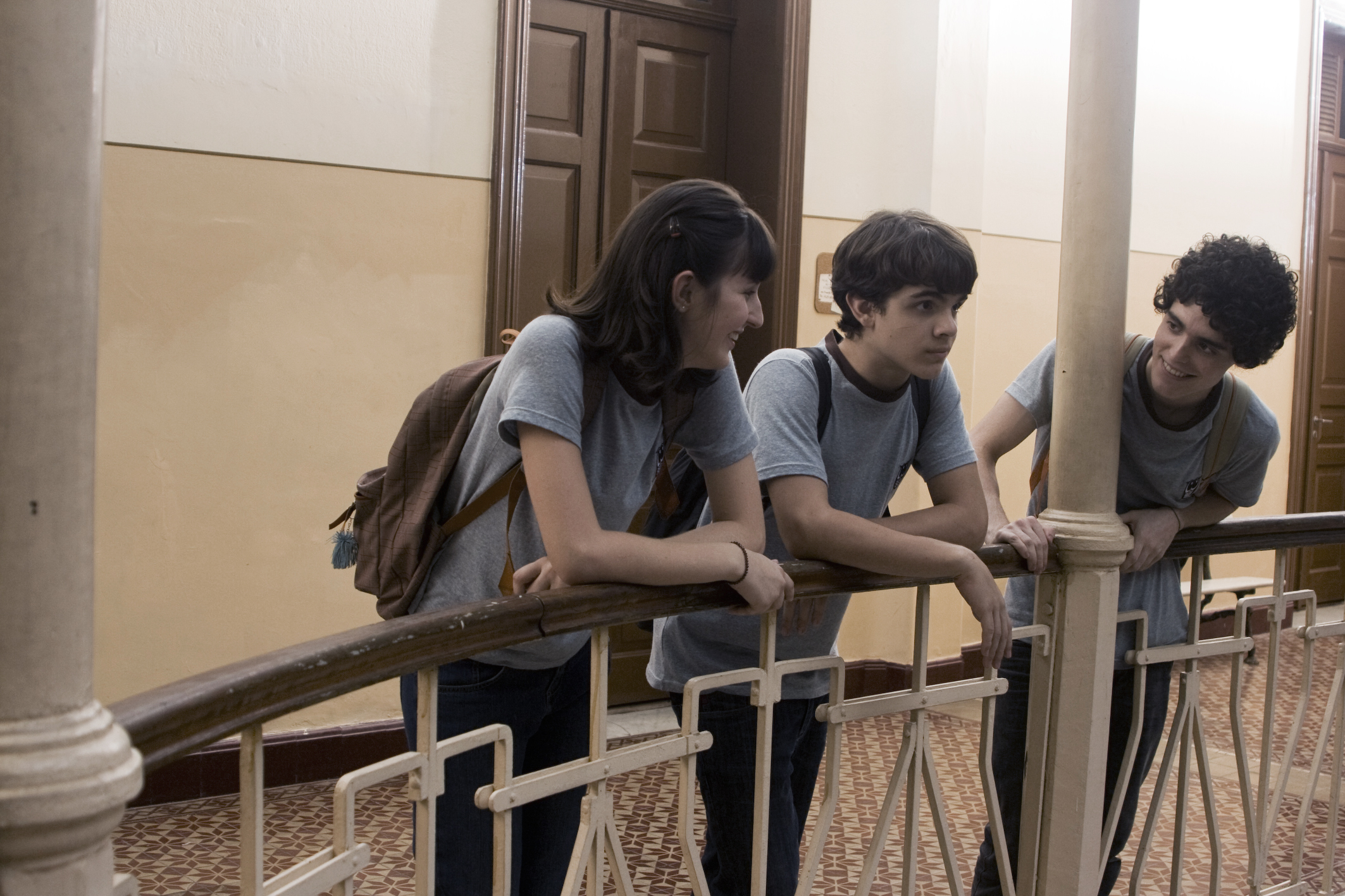
Kadr z filmu.

- 2010, São Paulo International Short Film Festival:
  - nagroda Mix Brazil w kategorii najlepszy film krótkometrażowy[1]
- 2010, Vitória Cine Vídeo:
  - nagroda Marlim Azul Trophy w kategorii najlepszy scenariusz (Daniel Ribeiro)[1]
- 2010, Cuiabá Film and Video Festival:
  - Nagroda Widowni w kategorii najlepszy film krótkometrażowy[1]
  - nagroda Coxiponé w kategorii najlepsza reżyseria (Daniel Ribeiro)[1]
- 2011, Barcelona International Gay & Lesbian Film Festival:
  - Nagroda Widowni w kategorii najlepszy film krótkometrażowy[1]
- 2011, Cinema Brazil Grand Prize:
  - nominacja do nagrody Cinema Brazil Grand Prize w kategorii najlepszy film krótkometrażowy – obraz fikcyjny[1]
- 2011, L.A. Outfest:
  - nagroda Grand Jury w kategorii wybitny dramatyczny film krótkometrażowy[1]
- 2011, Philadelphia International Gay & Lesbian Film Festival:
  - Nagroda Widowni w kategorii najlepszy film krótkometrażowy[1]
- 2011, Rehoboth Beach Independent Film Festival:
  - Nagroda Widowni w kategorii najlepszy film krótkometrażowy[1]
- 2011, Rochester ImageOut:
  - Nagroda Widowni w kategorii najlepszy film krótkometrażowy[1]
- 2011, Seattle Lesbian & Gay Film Festival:
  - Nagroda Widowni w kategorii ulubiony męski film krótkometrażowy[1]
  - Specjalne Wyróżnienie dla filmu krótkometrażowego[1]
- 2011, Torino International Gay & Lesbian Film Festival:
  - Nagroda Widowni w kategorii najlepszy film krótkometrażowy[1]
  - Specjalne Wyróżnienie dla filmu krótkometrażowego[1]